# Modena
Modena It-Modena.oggⓘ (UK: /ˈmɒdɪnə/, US: /ˈmoʊd-/; tiếng Etruscan: Mutna; tiếng Latinh: Mutina) là một thành phố ở phía nam của thung lũng Po, thuộc tỉnh Modena vùng Emilia-Romagna của Italia.
Thành phố cổ này được mệnh danh là "thủ đô động cơ" do có các nhà máy sản xuất xe hơi thể thao Ferrari, De Tomaso, Lamborghini, Pagani và Maserati.
Đại học Modena, thành lập năm 1175 và được mở rộng bởi Francesco II d'Este vào năm 1686 nằm ở thành phố này.

## Nhân vật nổi tiếng
- Enzo Ferrari (1898–1988), người sáng lập thương hiệu xe hơi Ferrari
- Luciano Pavarotti (1935–2007), ca sĩ opera giọng nam cao
- Mirella Freni (1935–2020), ca sĩ opera giọng nữ cao
- Maria xứ Modena (1658–1718), Vương hậu của Anh, Scotland và Ireland

## Giao thông

### Đường sắt
Ga Modena, mở cửa vào năm 1859, là một phần của tuyến đường sắt Milan–Bologna và cũng là điểm cuối của hai tuyến đường sắt phụ, nối Modena với Verona và Sassuolo.

## Quan hệ quốc tế

### Thành phố – Thị trấn kết nghĩa
Modena kết nghĩa với:
- Almaty, Kazakhstan
- Bản Khê, Trung Quốc
- Highland Park, Illinois, Hoa Kỳ
- Linz, Áo
- Londrina, Brasil
- Novi Sad, Serbia
- Saint Paul, Hoa Kỳ